# Bora Bora
Bora Bora je otok v Francoski Polineziji, z glavnim mestom Vaitape. Skupaj z osrednjo skupino 14 otokov v tvori avtonomno državo. Francija danes skrbi le še za nekatera področja svojega prekomorskega teritorija, npr. za zunanjo politiko.
Otok je leta 1777 odkril James Cook, kmalu po odkritju so sem prišli prvi misionarji, že leta 1842 je Bora-Bora prešel pod francosko okrilje. Med drugo svetovno vojno je služil kot baza ameriškim vojakom. 
Na 38 km2 velikem otoku je prevladujoča dejavnost turizem. Na južni strani otoka so krasne plaže, večinoma dostopne le s čolni. Vegetacija je tropska. Značilne rastline so orhideje in praproti. Na otoku je ugasli vulkan Otemanu visok 727 m. Turistična zanimivost je ogled lagune s hranjenjem morskih psov. To so kladvenice. Kljub nevarnemu videzu so živali povsem nenevarne, tako da se lahko potapljate med njimi.

## Podnebje
Podnebje Oceanije je tropsko, torej pomladno-poletno skozi vse leto. Povprečne temperature so 22-30 °C z največ padavinami med decembrom in marcem.
Tudi vegetacija je tropska, najbolj znano cvetje Tahitov so orhideje. Otok je vulkanskega izvora in vključuje 10 otočkov, obdanih z velikim koralnim grebenom. V centru otoka se vzpenjata dve gori vulkanskega izvora; Pahie in Ofemanua z najvišjim vrhom 727m. 

## Legenda
Legenda pripoveduje o bogu Ta'aro-i, ki je nekega dne lovil ribe in namesto le teh ulovil majhen otoček in ga povlekel na površje. Izvlekel je prav Bora-Bor-o, prvotno imenovan Pora-Pora, kar v domačinskem jeziku pomeni prvorojenec, prvorojen. Spet drugi Polinezijci pripovedujejo, da je Ta'aroa naredil svet iz školjke in je prvotno ustvaril bližnji otok Raiatea. 

## Turizem
Turizem je najpomembnejša dejavnost. Na otoku je letališče. Ko turist prispe, mu domačini pokažejo neverjetno dobrodošlico, opravijo tradicionalno ceremonijo. So namreč bosi, tako kot tudi turist, počakajo kar v vodi in ga odnesejo do plaže, nato mora obedovati z njimi, nato ga pospremijo do bungalova. Zaradi razgibane pokrajine ponuja veliko aktivnosti, kot so športno plezanje, smučanje na vodi, plavanje, potapljanje, ribolov (tune, mahi-mahi ...). 